# Antwan Scott
Antwan Scott (Wylie, Texas, 28 de febrero de 1992) es un baloncestista estadounidense que actualmente se encuentra sin equipo. Con 1,88 metros de estatura, juega en la posición de base o escolta.

## Trayectoria deportiva

### Universidad
Comenzó su andadura universitaria en 2010, en el pequeño Ranger College de la NJCAA, donde en su segunda temporada lideró al equip en la consecución del primer título en 40 años de la North Texas Junior College Athletic Conference, siendo incluido en el mejor quinteto de la conferencia tras promediar 15,9 puntos, 4,4 rebotes y 3,4 asistencias por partido.
En 2012 fue transfewrido a los Vandals de la Universidad de Idaho, donde apenas participó en un partido antes de ser transferido a los Tigers de la Universidad Estatal Grambling, debido a que quería ester cerca de su familia después de que su madre quedara en coma tras una operación. Poco después de comenzada la temporada, su madre falleció. Disputó 25 partidos, 22 como titular, en los que promedió 15,7 puntos, 4,5 rebotes y 3,7 asistencias, siendo incluido en el mejor quinteto de la Southwestern Athletic Conference.
En 2014 fue nuevamente transferido, en esta ocasión a los Rams de la Universidad Estatal de Colorado, donde jugó cuatro partidos en su primera temporada antes de romperse el pie por una lesión que arrastraba de su etapa en Gambling, y perderse el resto de la campaña. Al año siguiente pudo por fin disputar la temporada entera, promediando 16,4 puntos, 4,3 rebotes y 2,1 asistencias por partido, siendo incluido por los entrenadores y la prensa especializada en el segundo mejor quinteto de la Mountain West Conference.

### Profesional
Tras no ser elegido en el Draft de la NBA de 2016, disputó dos partidos de las Ligas de Verano de la NBA con los Denver Nuggets. En el mes de septiembre firmó su primer contrato profesional con los SPM Shoeters Den Bosch de la FEB Eredivisie holandesa. Jugó once partidos, promediando 20,6 puntos y 5,4 asistencias. En enero de 2017 dejó el equipo.
Poco después fichó por el equipo finés del Joensuun Kataja, donde en 14 partidos promedió 22,0 puntos y 4,5 rebotes, lo que hizo que el Aris Salónica BC griego se fijara en él para disputar los playoffs de la A1 Ethniki. disputó ocho partidos en el conjunto heleno, promediando 3,7 puntos y 2,2 rebotes.
La temporada siguiente recaló en el equipo letón del VEF Rīga, pero en el mes de octubre, tras haber disputado apenas 6 partidos en los que promedió 7,3 puntos, dejó el equipo. Fichó posteriormente con el equipo chipriota del Keravnos B.C., donde promedió 8,0 puntos y 2,5 rebotes, antes de romper el contrato con el equipo en febrero de 2018.
En junio de 2018 fichó por el ALM Évreux Basket de la Pro B, la segunda división francesa. Disputa 34 partidos en la temporada 2018/19 en los que promedió 13.7 puntos, 3.4 asistencias y 3.7 rebotes.
En la temporada 2020/21 disputó 6 encuentros con el Petro de Luanda, club angoleño, promediando 9.2 puntos.